# Вуж колхидський
Вуж колхидський (Natrix megalocephala) — змія з роду Вужів родини Вужевих. Інша назва «великоголова європейська трав'яна змія».

## Опис
Загальна довжина досягає 100 см. Велика широка голова вкрита великими щитками правильної форми. Має товстий масивний тулуб. Передлобні, лобовий, передочні й тім'яні щитки мають рельєфну поверхню. Навколо середини тіла є 19 луски. Черевних щитків 162–181, підхвостових 59-80 пар. Анальний щиток розділений. Луска кілевата, окрім першого рядку бічних, що межують з черевними.
Забарвлення верхньої й бічної поверхні тіла яскраво-чорне. Передня половина черева плямиста з чорними і білими плям, які розташовані почергове. У напрямку до хвоста біле забарвлення зникає, білі плями стають дрібнішими. Підхвостові щитки чорного кольору. Голова зверху чорна, без плям, знизу біла. Біле забарвлення переходить на нижню частину верхньогубних щитків. По краю ніжньогубних щитків проходять чорні вертикальні смужки. Новонароджені мають світлі плями на голові, з віком вони зникають, забарвлення стає однорідним інтенсивно-чорним.

## Поширення
Ендемік Кавказу, колхидський релікт. Ареал виду повністю лежить у межах російського Причорномор'я (окол. Туапсе), Грузії, Північно-Західного Азербайджану та Північно-Східної Туреччини.

## Спосіб життя
Полюбляє ліси з вічнозеленим підліском, букняки, каштанники, вільшняки, лавровишневі та азалієві діброви. Зустрічається до висоти 1500–1600 м над рівнем моря. З'являється після зимівлі у березні, активність триває до листопада — початку грудня. Харчується амфібіями, жабами, кавказькими хрестовками, малоазійськими тритонами, пуголовками.
Це яйцекладна змія. Самиця відкладає до 13 яєць в серпні.